# Albin Holm
Albin Bertrand Carl David Holm, född 28 juni 1865 i Väsby församling, Malmöhus län, död 9 juli 1935 i Annedals församling, Göteborg, var en svensk präst. Han var bror till Rurik och Pelle Holm.
Holm, som var son till folkskolläraren Johannes Holm, blev filosofie licentiat vid Lunds universitet 1891, teologie kandidat 1894 och kyrkoherde i Svalövs församling 1897 samt i Annedals församling i Göteborg 1908. Holm gjorde sig känd för vida sociala intressen och behandlade i ett flertal arbeten teologiska ämnen. Bland hans skrifter märks Herrens nattvard (1895), Ebed-Jahve (1899), Liver under det godas lag (1923), Den kristna etikens grundmoment (1931) med flera arbeten. Holm är begravd på Västra kyrkogården i Göteborg.